# NGC 2600
NGC 2600 ist eine Spiralgalaxie mit aktivem Galaxienkern vom Hubble-Typ Sb im Sternbild Großer Bär am Nordsternhimmel. Sie ist schätzungsweise 603 Millionen Lichtjahre von der Milchstraße entfernt und hat einen Durchmesser von etwa 215.000 Lichtjahren. 

Im selben Himmelsareal befinden sich u. a. die Galaxien NGC 2602, NGC 2603, NGC 2605, NGC 2606.
Das Objekt wurde am 7. März 1886 von dem Astronomen Guillaume Bigourdan entdeckt.